# 3rd Secret
3rd Secret es un supergrupo estadounidense de rock alternativo, fundado en 2022 por Krist Novoselic (de Nirvana), Jillian Raye y Jennifer Johnson, siendo los tres miembros del grupo Giants in the Trees, en conjunto con los músicos Matt Cameron (de Pearl Jam), Kim Thayil (de Soundgarden) y Jon “Bubba” Dupree (de Void).

## Historia
Sin haber anunciado que la banda se había formado, el 11 de abril de 2022 publican su álbum debut autotitulado, el cual se conforma de 11 canciones. El álbum se promocionó con el sencillo principal "I Choose Me", el primer trabajo musical en el que los compañeros de banda de hace mucho tiempo, Thayil y Cameron, han trabajado juntos desde que el vocalista principal de Soundgarden Chris Cornell falleciera en 2017. El álbum fue producido por el colaborador frecuente de Nirvana y Soundgarden, Jack Endino. La creación del álbum se mantuvo en secreto y se publicó como una sorpresa, aunque previo a su lanzamiento la banda hizo una presentación en el Museo de la Cultura Pop en Seattle, y en febrero de 2022, Novoselic tuiteó que estaba trabajando en algo nuevo (tweet que más tarde borró).
Con respecto al proceso de grabación del álbum y la cantidad de canciones que decidieron grabar, la banda anunció en su página web:

«En un momento hubo una idea de tres álbumes separados e individuales para incluir varias contribuciones de los músicos mostrados arriba (en el sitio web). Cualquier cosa parecía posible y las actitudes eran positivas. A finales de 2021, sintiendo como que mucho tiempo había pasado, o sólo simple impaciencia, Krist y Jillian propusieron 3rd Secret — combinando material grabado en Seattle y en la granja. Y así fue como llegamos a este disco con Jillian y Krist en la portada.»
3rd Secret

En junio de 2023 la banda publica su segundo álbum titulado The 2nd 3rd Secret.

## Alineación
- Jillian Raye - Voz principal
- Jennifer Johnson - Voz y coros
- Jon “Bubba” Dupree - Guitarra eléctrica
- Kim Thayil - Guitarra eléctrica
- Krist Novoselic - Bajo eléctrico, Acordeón
- Matt Cameron - Batería

## Discografía

### Álbumes
| Título             | Detalles de álbum                                                                  |
| ------------------ | ---------------------------------------------------------------------------------- |
| 3rd Secret         | - Publicado: 11 de abril de 2022 - Sello: Publicación propia - Formatos: Streaming |
| The 2nd 3rd Secret | - Publicado: 22 de junio de 2023 - Sello: Publicación propia - Formatos: Streaming |